# 虹伝説II THE WHITE GOBLIN
『虹伝説II THE WHITE GOBLIN』（にじでんせつツー ザ・ホワイトゴブリン）は、日本のギタリストである高中正義が1997年6月25日にリリースした22枚目のオリジナルアルバムである。

## 解説
前作『Guitar Wonder』から1年ぶりのオリジナルアルバム。
1981年にリリースされたアルバム『虹伝説 THE RAINBOW GOBLINS』の続編的な作品で、イタリアの画家であるウル・デ・リコの絵本『THE WHITE GOBLIN』（邦題は『白い虹の伝説』）から得たインスピレーションによって制作したコンセプト・アルバムである。
参加ミュージシャンに、CHARをはじめ、村上“PONTA”秀一、小原礼、吉田建、武部聡志、ウルフルズのウルフル・ケイスケなどがセッションしており、ミュージシャンのほとんどは、同時期に放送され、高中も出演していたフジテレビ系の音楽番組『LOVE LOVE あいしてる』のバックバンドであるLOVE LOVE ALL STARSのメンバーである。
当アルバムが発売された同日に、『虹伝説 THE RAINBOW GOBLINS』の再発売CDがリリースされている。

## 批評
『CDジャーナル』は、「相変わらずフュージョンチックなんだが、基本は楽しくロックンロールしているところが、高中もそれなりに歳を取ってきてるのねえ。ゲストも豪華で何だかんだ言っても必聴の1枚。」と批評した。

## 収録曲
| 全作曲: 高中正義。 |                                                           |           |            |                                      |      |
| #                  | タイトル                                                  | 作詞      | 作曲・編曲 | 編曲                                 | 時間 |
| 1.                 | 「Heaven and Earth」                                      |           | 高中正義   | 高中正義 オーケストラアレンジ:千住明 | 5:36 |
| 2.                 | 「Who?」                                                  |           | 高中正義   | 高中正義                             | 4:30 |
| 3.                 | 「Away」                                                  |           | 高中正義   | 高中正義                             | 5:32 |
| 4.                 | 「Goblin's Theme」                                        |           | 高中正義   | 高中正義, 高田耕至                   | 5:27 |
| 5.                 | 「Cave City」                                             |           | 高中正義   | 高中正義                             | 4:52 |
| 6.                 | 「March For Colors」                                      |           | 高中正義   | 高中正義                             | 4:52 |
| 7.                 | 「Monochrome」                                            |           | 高中正義   | 高中正義                             | 5:10 |
| 8.                 | 「Smoke」                                                 |           | 高中正義   | 高中正義                             | 4:47 |
| 9.                 | 「Died Out」                                              |           | 高中正義   | 高中正義                             | 5:20 |
| 10.                | 「Gray」                                                  |           | 高中正義   | 高中正義, 武部聡志                   | 4:17 |
| 11.                | 「Into the Sky」                                          |           | 高中正義   | 高中正義, 田辺恵二                   | 5:46 |
| 12.                | 「Morning of Creation〜You can never come to this place」 |           | 高中正義   | 高中正義 ストリングスアレンジ:千住明 | 4:31 |
| 合計時間:          | 合計時間:                                                 | 合計時間: | 60:40      |                                      |      |

## 楽曲解説
1. Heaven and Earth
  - シングル「Into the Sky」のカップリング曲。
2. Who?
3. Away
4. Goblin's Theme
5. Cave City
6. March For Colors
7. Monochrome
8. Smoke
9. Died Out
10. Gray
11. Into the Sky
  - 先行シングル。日本テレビ系『スポーツうるぐす』エンディングテーマ。
12. Morning of Creation〜You can never come to this place
  - メドレー楽曲で、「You can never come to this place」は、1981年にリリースされたアルバム『虹伝説 THE RAINBOW GOBLINS』に収録されている楽曲。

## 参加ミュージシャン
| Heaven and Earth - Programming：高中正義 - Additional Programming：Naoki“Taro”Suzuki - Guitars：高中正義 - Acoustic Guitar：吉川忠英 - Bass：吉田建 - Strings：Shinozaki Strings - Narration：Chris Mosdell Who? - Guitars：高中正義 - Bass：小原礼 - Narration：Janet L. Donnelly Away - Programming：高中正義 - Additional Programming：高田耕至 - Guitars：高中正義 & ウルフル・ケイスケ - Bass：小原礼 - Narration：Janet L. Donnelly Goblin's Theme - Programming：高中正義, 高田耕至 - Guitars：高中正義 - Narration：Chris Pepper Cave City - Programming：高中正義 - Additional Programming：高田耕至 - Guitars：高中正義 - Bass：小原礼 - Narration：Janet L. Donnelly March For Colors - Programming：高中正義 - Additional Programming：Naoki“Taro”Suzuki - Guitars：高中正義 - Bass：小原礼 - Narration：Chris Pepper | Monochrome - Programming：高中正義 - Additional Programming：高田耕至 - Guitars：高中正義 - Narration：Chris Pepper Smoke - Programming：高中正義 - Additional Programming：Naoki“Taro”Suzuki - Guitars：高中正義 & Char - Drums：村上“PONTA”秀一 - Narration：Chris Pepper Died Out - Programming：高中正義 - Additional Programming：田辺恵二, Naoki“Taro”Suzuki - Guitars：高中正義 - Narration：Chris Pepper Gray - Programming：大竹徹夫 - Guitars：高中正義 - Keyboard：武部聡志 - Narration：Chris Pepper Into the Sky - Programming：高中正義, 田辺恵二 - Guitars：高中正義 - Bass：吉田建 - Narration：Chris Pepper Morning of Creation〜You can never come to this place - Programming：高中正義 - Guitars：高中正義 - Strings：Shinozaki Strings - Narration：Chris Mosdell |